# Tineke Fopma

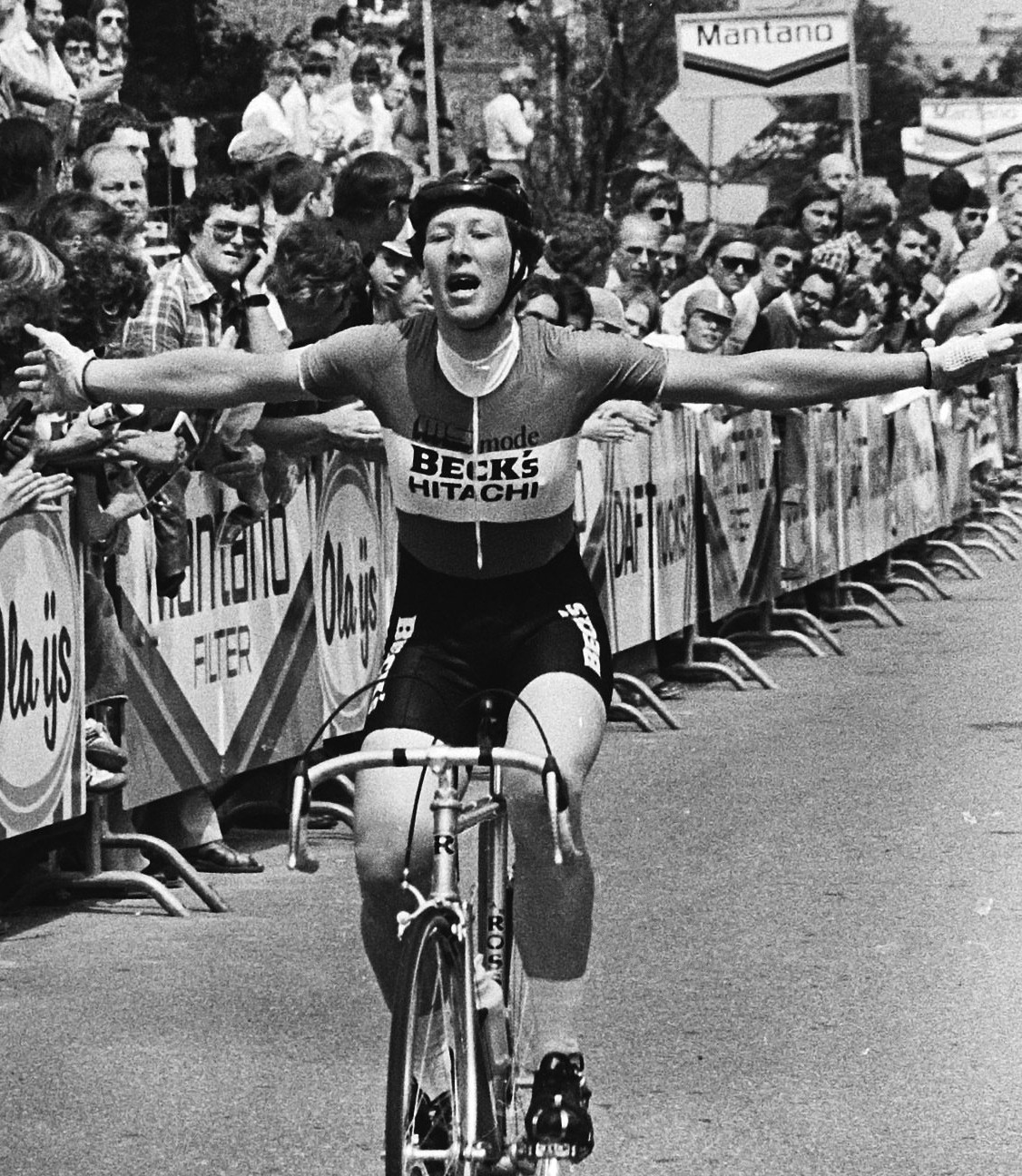
Tineke Fopma (1979)

Tineke (Trijntje) Fopma (Huins, 1953) is een Nederlands voormalig wielrenster. 
Haar carrière kende een opmerkelijke start. In 1975 won ze het wereldkampioenschap wielrennen in Mettet, België, voor de Française Geneviève Gambillon en landgenote Keetie van Oosten-Hage. Haar landgenoot Hennie Kuiper werd wereldkampioen bij de mannen. Na haar overwinning sprak ze haar verbazing uit over het feit dat ze zo gemakkelijk uit de greep van het peloton bleef: “Ik dacht dat ik nog een rondje moest.”
In dat jaar maakte ze deel uit van de Batavus-wielerploeg onder leiding van de succesvolle ploegleider Piet Hoekstra.
Al tijdens haar wielerloopbaan gaf ze geschiedenisles, eerst op de Avondmavo in Goes en op de Christelijke Pedagogische Academie in Middelburg. Later werkte zij als ambtenaar voor de gemeente Bergen op Zoom.
Ze trouwde met de wielrenner Reinier Kole.

## Resultaten
1975
- 1e Wereldkampioenschap
- 3e Nationaal kampioenschap achtervolging

1976
- 2e Nationaal kampioenschap
- 6e Batavus Lenterace

1977
- 5e Wereldkampioenschap
- 1e Batavus Lenterace

1978
- 6e Nationaal kampioenschap
- 7e Batavus Lenterace

1979
- 1e Nationaal kampioenschap

1980
- 4e Nationaal kampioenschap

1981
- 2e Nationaal kampioenschap